# Otto-Franke-Straße 40 (Gernrode)

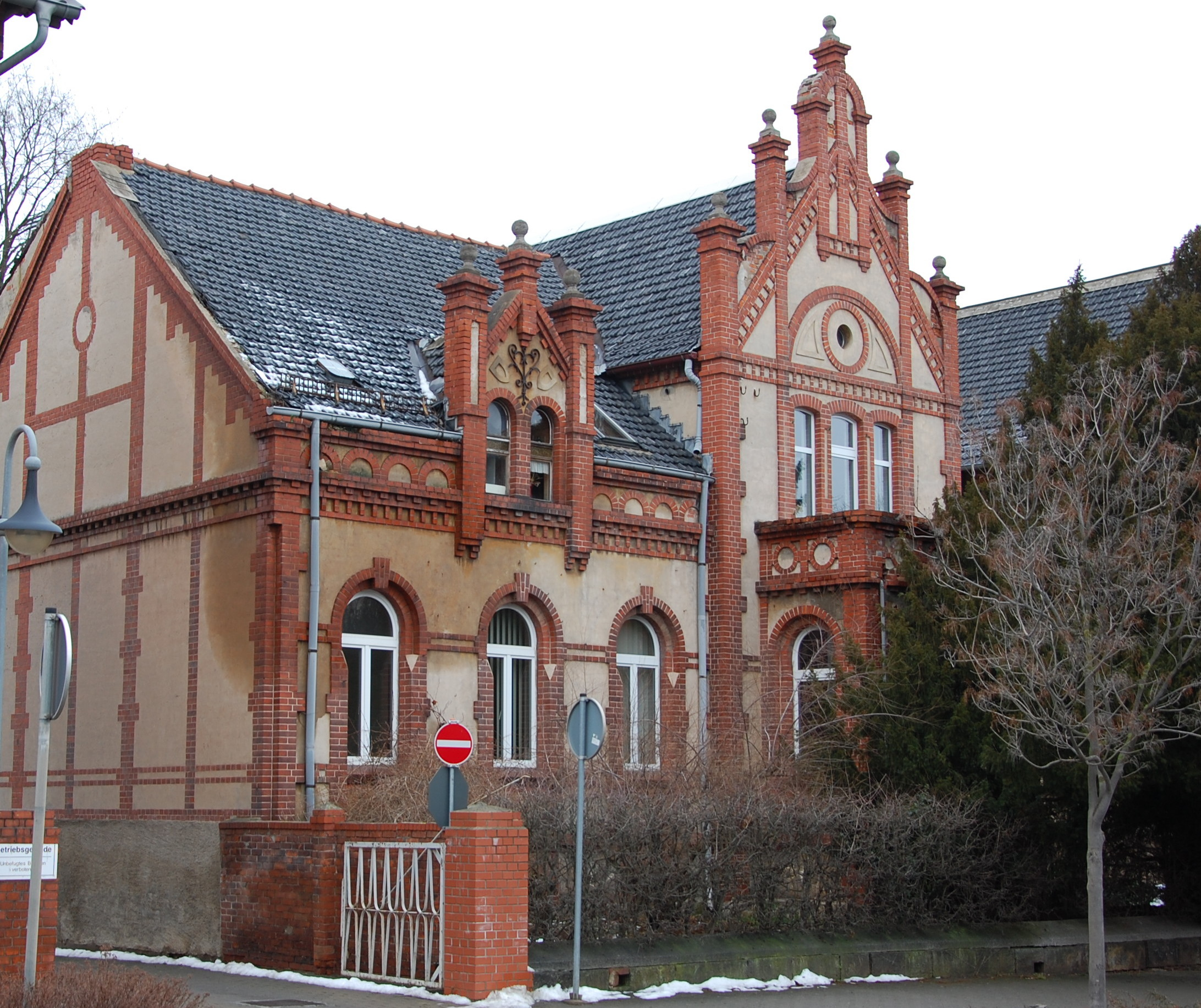
Haus Otto-Franke-Straße 40

Das Haus Otto-Franke-Straße 40 ist ein denkmalgeschütztes Gebäude in dem zur Stadt Quedlinburg in Sachsen-Anhalt gehörenden Ortsteil Stadt Gernrode.

## Lage
Er befindet sich östlich der Gernröder Altstadt auf der Nordwestseite der Otto-Franke-Straße und ist im örtlichen Denkmalverzeichnis als Villa eingetragen.

## Architektur und Geschichte
Das eingeschossige verputzte Gebäude entstand in der Zeit um 1900. Auf seiner nordöstlichen Seite besteht ein Seitenrisalit mit einer gestaffelten Fassade und einem vorgesetzten Standerker. Die Fassade ist reich mit Klinkerverzierungen im Stil des Historismus verziert.
Die Grundstückseinfriedung sowie die Gestaltung des Vorgartens sind zum Teil noch bauzeitlich.
Bis zum 31. Dezember 2011 lautete der Name der Otto-Franke-Straße noch Bahnhofstraße, so dass die Adressierung des Grundstücks Bahnhofstraße 40 lautete.